# ワールドレジデンシャル
株式会社ワールドレジデンシャルは、東京都港区東新橋に本社を置く日本の不動産会社である。

## 概要
株式会社ワールドホールディングスの子会社。首都圏を中心に分譲マンションの『レジデンシャル』シリーズをはじめとする住宅分譲事業を行っている。

## 沿革
- 2010年（平成22年）4月6日 - 会社設立。